# Håvard Jørgensen
Håvard Jørgensen (Pseudonyme u. a.: Lemarchand, Haavard und Hojo) ist ein norwegischer Gitarrist und Sänger, der vor allem als Mitglied von Ulver bekannt wurde.

## Leben und Schaffen
Er war Anfang der 1990er Jahre Mitglied der Death- und Thrash-Metal-Band Eczema, die sich bald in Satyricon umbenannte und dann stilistisch an der zweiten Welle des Black Metal orientierte. Nach zwei Demos wurde er allerdings aus der Band entlassen und stieg bei Ulver ein. Dort war er bis Ende der 1990er Jahre Bandmitglied und später immer wieder Gastmusiker. 2019 war er Mitbegründer der Black-Metal-Band Dold Vorde Ens Navn, 2022 erschien auch ein Soloalbum. Viele andere musikalische Projekte Jørgensens bewegten sich außerhalb der Metal-Szene und waren eher im Rock-, Pop- und Electronica-Bereich zu verorten.

## Diskografie (Auswahl)
mit Satyricon
- 1992: All Evil (Demo)
- 1993: The Forest Is My Throne (Demo)

mit Ulver
- 1993: Vargnatt (Demo)
- 1995: Bergtatt – Et Eeventyr i 5 Capitler
- 1996: Kveldssanger
- 1997: Nattens Madrigal – Aatte Hymne Til Ulven i Manden
- 1998: Themes from William Blake’s The Marriage of Heaven and Hell
- 2000: Perdition City (als Gast)
- 2005: Blood Inside (als Gast)
- 2017: The Assassination of Julius Caesar (als Gast)

mit Dold Vorde Ens Navn
- 2019: Gjengangere I Hjertets Mørke (EP)
- 2021: Mørkere

Sonstige
- 2000: The Mindtrip Project, Fragmentation (EP)
- 2001: S.C.N., Inside Out (als Gast)
- 2006: Akki & Hojo, Skyfri (Single)
- 2006: Head Control System, Murder Nature (als Gast)
- 2009: C-Systems, Don’t Turn Around (Single)
- 2010: InPublik, Leave a Light On (Single)[3]
- 2015: Myrkur, M (als Gast)
- 2016: Myrkur, Mausoleum (Live-EP)
- 2016: Snøhvitt, Kom høst (Single)
- 2022: Haavard (Soloalbum)